# 메쌓기

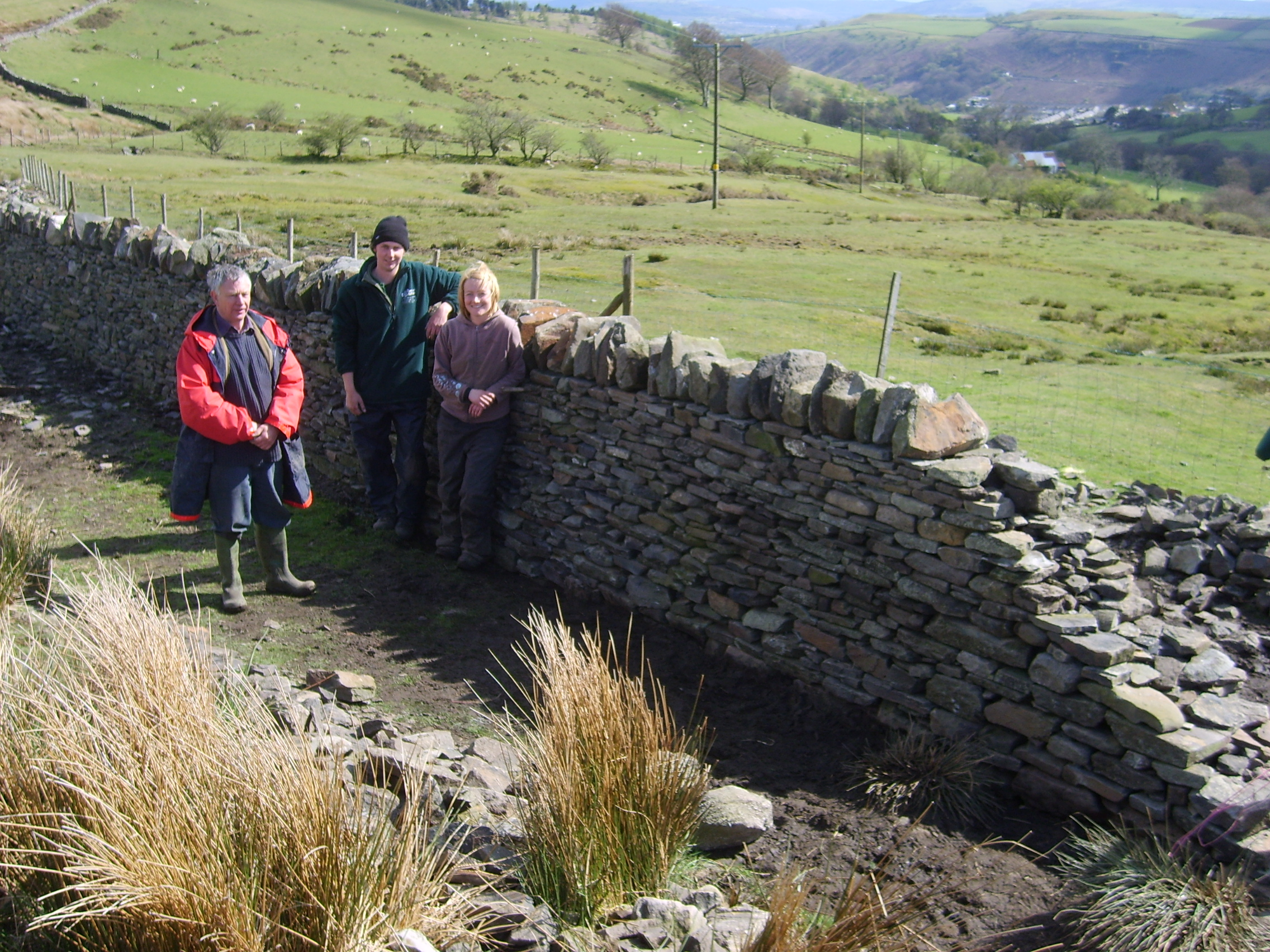

메쌓기(drystack) 또는 건성쌓기는 모르타르나 시멘트 같은 접착제 없이 석재만 쌓아서 구조물을 만드는 건축 방식이다.

## 같이 보기
- 브라흐
- 건축재료
- 그레이트 짐바브웨
- 마추 픽추